# Cévní svazek

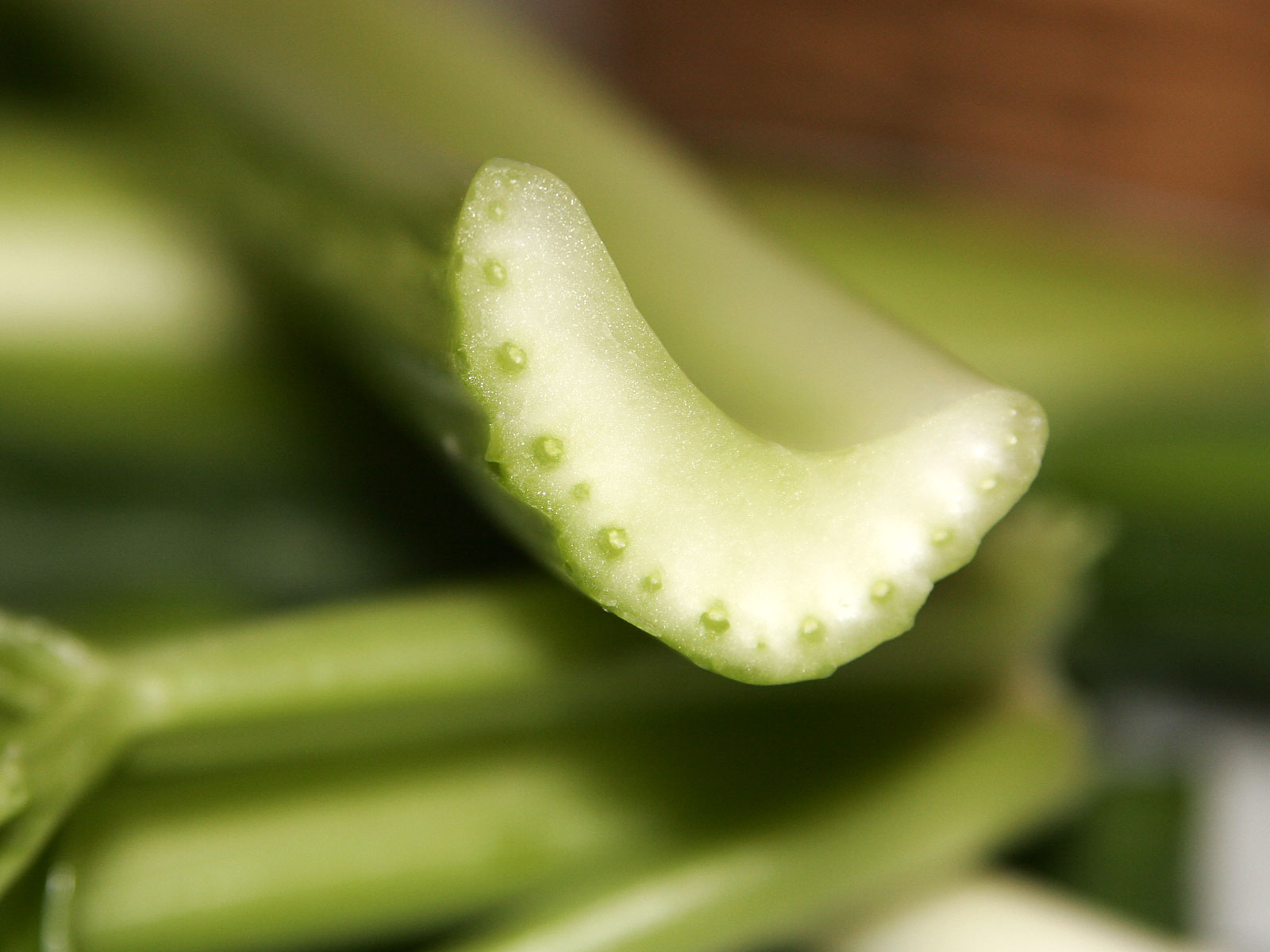
Cévní svazky na řezu listem řapíkatého celeru

Cévní svazek je část transportního systému u cévnatých rostlin, tvořená uspořádáním vodivých pletiv do provazců. Soustava cévních svazků ve stonku a kořenu tvoří (spolu s různými základními pletivy) centrální válec (stélé), v listech se projevuje jako žilnatina (nervatura). Jejich funkcí je rozvod roztoků minerálních látek z kořenů do těla rostliny (transpirační proud) a asimilátů z míst jejich tvorby do míst jejich spotřeby (asimilační proud). Jsou často doprovázeny parenchymatickými a sklerenchymatickými buňkami. Svazky cévní se řadí mezi pletiva vodivá a zároveň zpevňovací, jelikož zároveň i zpevňují mechanicky namáhané části rostliny (tuto funkci zastává např. dřevní sklerenchym). Cévní svazky se skládají z floému (lýková část) a xylému (dřevní část).

## Stavba

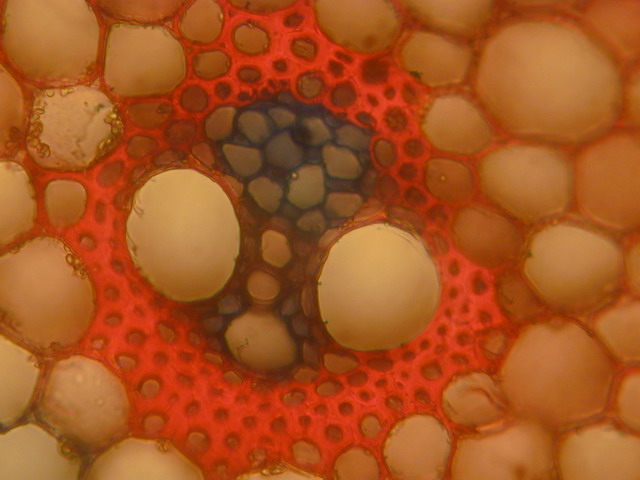
Uzavřený kolaterální cévní svazek (kukuřice)

Vodivé dráhy svazků cévních se dělí na:
1. Sítkovice – jsou tvořeny podlouhlými buňkami, jejichž krátké sousedící stěny jsou proděravělé. Sítkovice mají krátkou životnost (zhruba jeden rok), protože proudící roztok brzy ucpává jednotlivé otvory. Taková sítkovice odumře a je nahrazena novou. Sítkovice jsou tvořeny živými buňkami s protoplasty a bez pevných stěn. Protoplasty sousedních buněk jsou spojeny plasmodesmy. Jsou součástí floému.
2. Cévy – též tracheje, jsou široké trubicovité buňky s částečně, nebo zcela ztlustlými a zdřevnatělými stěnami. Jejich příčné přepážky se zcela rozpouští a umožňují tak neomezený průstup transpiračního proudu. Cévy jsou vývojově mladší než cévice. Jsou součástí xylému.
3. Cévice – též tracheidy, jsou naopak úzké trubicovité buňky s částečně, nebo zcela ztlustlými a zdřevnatělými stěnami. Společná přepážka je zešikmená a obsahuje pouze dvůrkaté tečky. Cévice jsou vývojově starší než cévy a stejně jako cévy jsou součástí xylému.

## Evoluce
Vodivá pletiva se vyvíjela postupně s přechodem rostlin z vodního prostředí na souš. Z vývojového hlediska se cévní svazky nejdříve objevují u Rhyniophyt. Ve střední části praprýtu se parenchymatické buňky prodlužovaly, odumíraly a vytvářely tak centrální svazek cévic (tracheid), které tvořily základ dřevní části cévního svazku stonku. V dalším vývoji došlo k vytvoření cév, které vznikly rozpuštěním příčných přepážek několika buněk (bez živého obsahu) nad sebou. Okolo nich se poté začaly seskupovat protáhlé parenchymatické buňky nazývané sítkovice. Ty vznikly spojením živých, do řad nad sebou uspořádaných, buněk s proděravělými příčnými přepážkami. Utvořily tak základ lýkové části svazku cévního.

## Typy cévních svazků

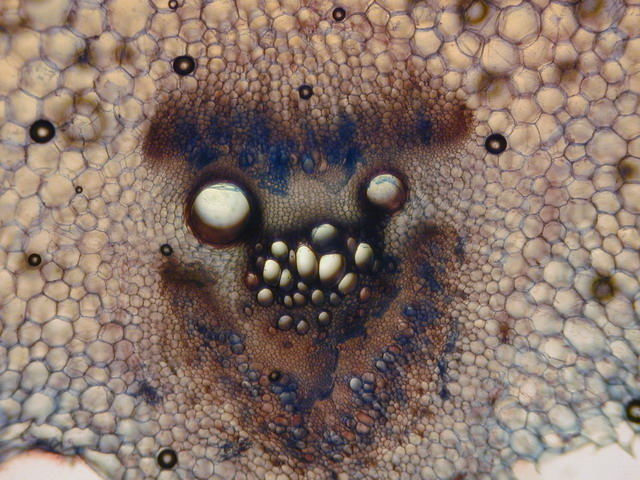
Stavba bikolaterálního svazku cévního dýně obecné (cucurbita pepo)

Podle přítomnosti lýkových a dřevních složek (floém, xylém) se rozlišují:
1. svazky cévní úplné – obsahují lýkové i dřevní složky
2. svazky cévní neúplné – postrádají některou vodivou složku

Podle přítomnosti kambia se rozlišují:
1. svazky cévní uzavřené – postrádají kambium, proto druhotně netloustnou; často jsou na povrchu obklopené parenchymatickou nebo sklerenchymatickou pochvou (např. u jednoděložných krytosemenných rostlin)
2. svazky cévní otevřené – mezi floémem a xylémem se zakládá kambium, které umožňuje jejich druhotné tloustnutí (např. u nahosemenných a dvouděložných krytosemenných rostlin)

Typy cévních svazků podle rozložení dřevní (tmavá barva) a lýkové (světlá barva) části: 1) svazky cévní kolaterální, 2) svazky cévní bikolaterální, 3) svazky cévní leptocentrické, 4) svazky cévní hadrocentrické, 5) svazky cévní radiální

Podle rozložení dřevní a lýkové části se rozlišují:
1. svazky cévní koncentrické (soustředné) – nejjednodušší typ, jedna část obklopuje druhou
  1. svazky cévní leptocentrické (lýkostředné) – floém je obklopen xylémem (mnohé jednoděložné rostliny);
  2. svazky cévní hadrocentrické (dřevostředné) – dřevní část je uprostřed (plavuně a kapradiny);
2. svazky cévní kolaterální (bočné) – nejčastější typ, dřevní část je na vnitřní a lýková na vnější straně (stonky a listy semenných rostlin a přesliček);
3. svazky cévní bikolaterální (dvojbočné) – mají dvě lýkové části a mezi nimi dřevní část (lilkovité rostliny);
4. svazky cévní radiální (paprsčité) – oddělené dřevní a lýkové části se v jednom kruhu pravidelně střídají (primární stavba kořene).